# Paul Georges Dieulafoy

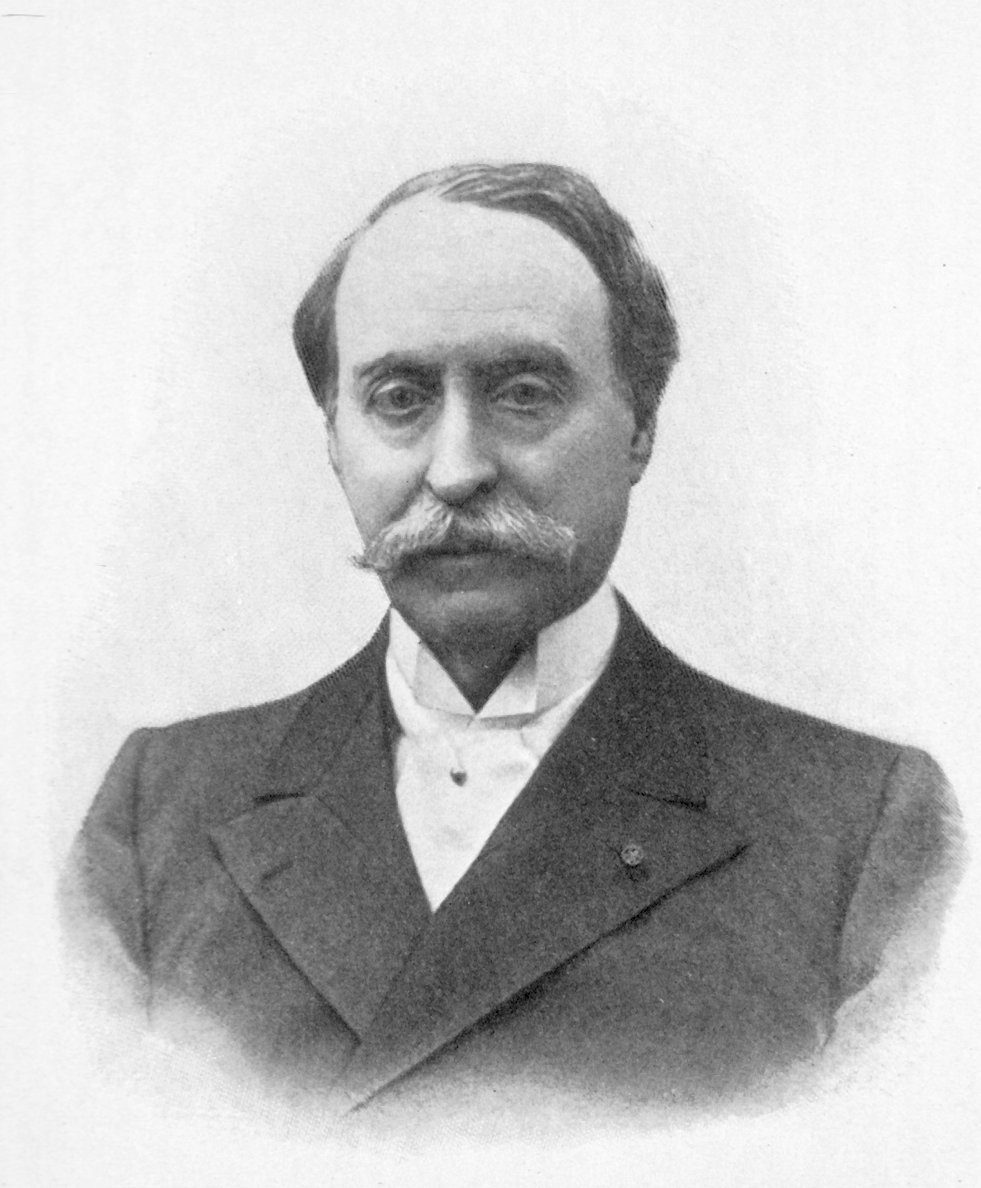
Paul Georges Dieulafoy

Paul Georges Dieulafoy (ur. 18 listopada 1839 w Tuluzie, zm. 16 sierpnia 1911 w Paryżu) – francuski lekarz i chirurg. 
Studia medyczne w Paryżu ukończył w roku 1869. Był uczniem profesora Armanda Trousseau w paryskim szpitalu Hotel Dieu.
W roku 1870 skonstruował trokar do usuwania płynu z jamy otrzewnowej i z torbieli wątroby. W 1897 roku opisał zespół objawów ostrego zapalenia wyrostka robaczkowego (przeczulica skóry nad wyrostkiem, miejscowa bolesność uciskowa i zwiększone napięcie mięśni) nazywany triadą Dieulafoy. W tym samym roku opisał zmiany naczyniowe znane dziś jako zmiany Dieulafoya.
Znany był jako utalentowany wykładowca wykorzystujący dla utrzymania uwagi słuchaczy wrodzone zdolności aktorskie. Miał też talent do zbierania wywiadów lekarskich w taki sposób, by nie urazić ani nie zmęczyć pacjenta.  